# Sauris othnia
Sauris othnia là một loài bướm đêm trong họ Geometridae.